# Derrick Morgan
Derrick Morgan, OD, (* 27. März 1940, Clarendon Parish) ist ein jamaikanischer Ska- und Reggae-Musiker. Morgan gehört zu den Pionieren des Ska, des Rocksteady und des Reggae. Im Jahr 1961 gelang es ihm, die ersten sieben Plätze der jamaikanischen Charts zu belegen. Mit seinem Song Tougher Than Tough hat er den Rocksteady geprägt. Mit Bangarang von Stranger Cole & Lester Sterling’s All-Stars produzierte Morgan 1968 einen der frühesten Reggae-Songs, sein Moon Hop wurde als Skinhead Moonstomp eine Hymne des sogenannten Skinhead-Reggae.

## Werdegang
Morgans Talent wird zum ersten Mal deutlich, als er im Alter von 17 Jahren bei der Vere Johns’ Opportunity Show gewinnt. Derrick singt zwei Songs von Little Richard: Long Tall Sally und Jenny, Jenny. Danach tourt er zwei Jahre mit dem Komiker-Duo „Bim & Bam“. Im Jahr 1960 nimmt er seine ersten Songs auf, Lover Boy und Oh My, Produzent ist Duke Reid. Sein erster Nr.-1-Hit in Jamaika ist Fat Man, gleichzeitig einer der ersten jamaikanischen Songs, die auch in England erscheinen. Morgan wechselt auf Betreiben von Jimmy Cliff hin zum Produzenten Leslie Kong. Housewifes’ Choice, das im Jahr 1962 aufgenommene Duett mit der Sängerin Patsy Todd, soll sein vielleicht größter Erfolg werden, der Song erregt auch in England Aufmerksamkeit.
Ebenfalls 1962 entsteht Forward March, ein Stück über die gerade gewonnene Unabhängigkeit von der britischen Kolonialisierung.
Das Lied ist der Auslöser eines musikalischen, anhand von Hit-Singles geführten Streits mit dem Sänger und Produzenten Prince Buster. Dieser behauptet, Morgan hätte das Saxophon-Solo aus Busters They Got To Come gestohlen, und greift Morgan mit dem Stück Black Head Chiney Man an. Morgan antwortet mit den Songs Blazing Fire und No Raise, No Praise. Die gegenseitigen Beleidigungen führen so weit, dass es in der Bevölkerung zu Unruhen kommt und im Jahr 1963 schließlich sogar die Regierung einschreitet. Die zwei Streithähne geben eine Erklärung im Daily Gleaner ab, in der sie die Auseinandersetzung zum bloßen Verkaufs-Gag erklären und sich selbst als beste Freunde darstellen. Musikalische Gefechte wie dieses gab es zuvor schon im Calypso, waren aber im Ska bis dahin neu. Es wurde hier eine Tradition begonnen, die sich bis zum heutigen Tag in Jamaika großer Popularität erfreut, vgl. etwa die Auseinandersetzung zwischen Beenie Man und Bounty Killer.
Im Jahr 1966 kreiert Morgan mit Tougher Than Tough das erste Beispiel für den musikalischen Stil, der den Ska ablösen soll. Der Rocksteady soll fortan die jamaikanischen Hitparaden stürmen. Background singen bei diesem Song Desmond und George Dekker (Letzterer später bei The Pioneers). Morgans Song Moon Hop von 1969 ist ein Hit in der Skinhead-Szene in England, die zu dieser Zeit dem sogenannten Skinhead-Reggae anhängt.
1976 wird bei Morgan, der sein Leben lang unter Nachtblindheit litt, eine Retinopathia pigmentosa diagnostiziert. Morgan ist heute blind, tourt aber nichtsdestoweniger noch gelegentlich durch Europa und die Staaten. Er betreibt sein eigenes Label, wo er Reggae- und Raggamuffin-Musiker produziert.
Seine Tochter Ventrice Morgan ist unter dem Namen Queen Ifrica auch als Reggae-Musikerin bekannt. 2023 erhob sie Vergewaltigungsvorwürfe gegen ihren Vater.

## Diskographie (Auswahl)
- Forward March (1963; Island Records)
- Derrick Morgan & Friends (1968)
- The Best of Derrick Morgan (1969)
- Seven Letters (1969; Trojan Records)
- Derrick Morgan in London (1969; Economy, ECO 10)
- Moon Hop (1970; Pama Records, PSP 1006)
- In the Mood (1974)
- Development (1975)
- Feel so Good (feat. Hortense Ellis, 1975)
- People’s Decision (1977)
- The Conquerer (1985)
- Blazing Fire Vol. 1 & 2 (1988)
- Ride the Rhythm (1990)
- Two Knights of Ska (mit Laurel Aitken, 1990)
- I Am the Ruler (1992)